# Tonny de Jongová
Tonny de Jongová (* 17. července 1974 Scharsterbrug, Frísko) je bývalá nizozemská rychlobruslařka.
Na velké mezinárodní akci debutovala v roce 1993, když skončila devátá na Mistrovství světa juniorů. V roce 1994 již startovala také na seniorských šampionátech, na Mistrovství Evropy byla osmá, na světovém vícebojařském šampionátu dojela na 12. místě. Zúčastnila se i Zimních olympijských her 1994, kde byla jejím nejlepším výsledkem 10. příčka v závodě na 1500 m. Od podzimu 1994 již pravidelně nastupovala v závodech Světového poháru. V roce 1995 získala na Mistrovství Evropy svoji první medaili, bronzovou. Ve druhé polovině 90. let přidala do své sbírky další cenné kovy, dvakrát (1997 a 1999) se stala mistryní Evropy, na světových šampionátech vybojovala jednu stříbrnou a pět bronzových medailí. V sezóně 1996/1997 zvítězila v celkovém pořadí Světového poháru na tratích 3000/5000 m. Startovala také na zimních olympiádách v letech 1998 (nejlépe 5. místo na trati 5000 m) a 2002 (nejlépe 5. místo na trati 3000 m). Po závěrečném závodu sezóny 2001/2002, Mistrovství světa ve víceboji, kde skončila na sedmé příčce, ukončila sportovní kariéru.